# Kaszt
Kaszt – podpora stropu w kopalni w postaci rusztowania z belek, ułożonych najczęściej poziomo i tworzących „studnię”, która może być pusta lub wypełniona rumoszem kamiennym.
Tworzone w ten sposób sztuczne filary służyły zwłaszcza do podpierania wysokich komór, skrzyżowań ścian, obszarów za wyrobiskiem. Wypełnienie kasztu np. piaskiem znacząco wpływa na zwiększenie jego wytrzymałości i zdolności przenoszenia obciążenia. Aczkolwiek kaszty budowane z pionowo ustawionych belek mają wyższą wytrzymałość, częściej spotyka się konstrukcje z belek układanych poziomo, ponieważ te ostatnie są dużo łatwiejsze w konstrukcji.